# Саяк (Казахстан)
Сая́к (каз. Саяқ) — селище у складі Балхаської міської адміністрації Карагандинської області Казахстану. Адміністративний центр та єдиний населений пункт Саяцької селищної адміністрації.
Населення — 2309 осіб (2021; 2986 у 2009, 3775 у 1999, 5322 у 1989).

## Видатні уродженці
- Шахов Сергій Володимирович — український політик, підприємець, громадський діяч.